# Columbia Mountains
Die Columbia Mountains sind eine Gruppe von Bergketten im Südosten von British Columbia sowie teilweise in den US-Bundesstaaten Montana, Idaho und Washington.
Sie erstrecken sich über eine Fläche von 135.952 km² bei einer maximalen Nord-Süd-Ausdehnung von rund 770 km. Drei Viertel des Gebirges liegt in Kanada und das restliche Viertel in den Vereinigten Staaten. Das Gebirge wird durch den Grabenbruch Rocky Mountain Trench im Osten und den Kootenay River im Süden begrenzt, die westliche Grenze ist der Rand des Interior Plateau. Von US-Geographen wird das Gebirge zu den Rocky Mountains gezählt, kanadische Autoren betrachten es als eigenständigen Gebirgszug. Zusammen mit der südwestlich anschließenden nördlichen Kaskadenkette durchbrechen sie die zwischen den östlich und westlich verlaufenden Kordillerenketten liegenden innermontanen Plateaus.
Mit einer Höhe von 3519 m ist der in den Selkirk Mountains gelegene Mount Sir Sandford der höchste Berg in der Gebirgskette.
Mit dem Columbia Lake und dem angrenzenden Columbia Wetlands liegt das Quellgebiet des Columbia River in den Mountains.

## Gebirgszüge innerhalb der Gebirgskette
Die Columbia Mountains werden unterteilt in:
- Cariboo Mountains
  - Mowdish Range
  - Premier Range
  - Wavy Range
- Monashee Mountains
  - Adams-Seymour Area
  - Christina Range
  - Gold Range
  - Jordan Range
  - Kettle River Range
  - Midway Range
  - Northern Monashee Mountains
  - Rossland Range
  - Whatshan Range
- Selkirk Mountains
  - Bonnington Range
  - Duncan Ranges
  - Far North Selkirk Mountains
  - Glacier National Park Selkirks
  - Nelson Range
  - Priest Lake Selkirks
  - Revelstoke Ranges
  - Slocan Ranges
  - Southwest Selkirks
  - Valhalla Ranges
- Purcell Mountains
  - Bugaboos Area
  - Farnham-Horsethief Area
  - Central Purcell Mountains
  - Northern Purcell Mountains
  - Southern Canada Purcell Mountains
  - United States Purcell Mountains

Außerdem gehören zur Gebirgskette noch:
- das Shuswap Highland und
- die Okanogan Highlands.